# Lista de membros da Royal Society eleitos em 1661
Esta é uma lista completa de Membros da Royal Society eleitos em seu segundo ano, 1661.

## Fellows
- Elias Ashmole (1617-1692)
- John Gauden (1605-1662)
- Francis Glisson (1597-1677)
- Sir Robert Harley (1626-1673)
- Mungo Murray (1599-1670)
- Thomas Pockley	 (d. 1661)
- George Villiers (1628-1687)
- Richard White (b. 1661)